# Nitrosomonas
Nitrosomonas är ett släkte bakterier i familjen Nitrosomonadaceae. Det är stav- eller klotformiga celler som ibland är sammanlänkade i kedjor. Oxidationsprodukten av vissa arter är urinämne.
Habitatet varierar mycket mellan arterna, några förekommer i jord (Nitrosomonas communis, Nitrosomonas europaea, Nitrosomonas ureae) och flera andra i vattenansamlingar (till exempel Nitrosomonas eutropha). Många Nitrosomonas förökar sig vid höga saltkoncentrationer. Vissa arter som Nitrosomonas cryotolerans föredrar kalla habitat. Den lever bland annat i Alaskagolfen och expanderar även vid en temperatur på -5°C.